# Lake Victoria
Lake Victoria es un lugar designado por el censo ubicado en el condado de Clinton en el estado estadounidense de Míchigan. En el censo de 2010 tenía una población de 930 habitantes y una densidad poblacional de 341,65 personas por km². Lake Victoria es uno de los más grandes de Estados Unidos.

## Geografía
Lake Victoria se encuentra ubicado en las coordenadas 42°55′11″N 84°22′47″O / 42.91972, -84.37972. Según la Oficina del Censo de los Estados Unidos, Lake Victoria tiene una superficie total de 2.72 km², de la cual 2.13 km² corresponden a tierra firme y (21.79 %) 0.59 km² es agua.

## Demografía
Según el censo de 2010, había 930 personas residiendo en Lake Victoria. La densidad de población era de 341,65 hab./km². De los 930 habitantes, Lake Victoria estaba compuesto por el 96.34 % blancos, el 0.32 % eran afroamericanos, el 0.43 % eran amerindios, el 0.86 % eran asiáticos, el 0 % eran isleños del Pacífico, el 0.43 % eran de otras razas y el 1.61 % pertenecían a dos o más razas. Del total de la población el 2.15 % eran hispanos o latinos de cualquier raza. Está compuesto por 2 entradas que están ubicadas en el sur de Estados Unidos.